# 신안 암태도 송곡리 매향비
신안 암태도 송곡리 매향비(新安 巖泰島 松谷里 埋香碑)는 대한민국 전라남도 신안군 암태면 송곡리에 있는 조선시대의 매향비이다. 2004년 9월 20일 전라남도의 기념물 제223호로 지정되었다.
당초 사유지(암태면 송곡리 산185)의 경사지에 소재한 매향비를 원위치에 근접한 평지(암태면 송곡리 109-13)로 이전하여 보호각을 건립하여 이전하였다.

## 개요
신안 암태도 송곡리 매향비는 조선시대 초기인 1405년(태종 5, 永樂 3)에 세워진 매향비이다. 매향(埋香)이란 미래 구복적인 성향이 강한 미륵신앙의 한 형태로 향나무(香木)을 묻는 민간불교 신앙의례이다. 향나무를 민물과 갯물이 만나는 지역에 오래 묻었다가 약재나 불교의식용으로 썼으며, 그 매향의 시기와 장소, 관련 인물들을 기록한 것이 매향비(또는 암각)이다. 매향의 장소로서는 산곡수(山谷水)와 해수(海水)가 만나는 지점이 최적지라 구전된다.
암태도 매향비는 7행의 글씨가 새겨져 있는데 남북한 전지역에서 현재까지 유일하게 섬에서 발견된 점이 특이하며 1982년 7월 목포대학교 도서문화연구소의 도서지방 공동학술조사 과정에서 발견되었다. 발견 당시 매향비는 ＇비석거리＇ 서쪽 해발 80여m되는 산 동쪽 기슭에 비스듬히 서 있었다. 마을 주민들의 제보에 따르면, 원래 이 비석은 현 위치보다 약간 높은 산릉(山陵)에 있었는데, 수로공사(水路工事)에 사용하기 위해 현 위치로 옮겨졌다고 하며 정제되지 않은 자연석의 편평한 면에 음각되어 있는 상태로 발견되었다. 음각된 자형(字形)의 크기는 6cm∼11cm로 일정하지 않다. 또 비석의 좌측 상단이 훼손되어 일부 글자 판독이 안된다. 비문 내용을 살펴보면 매향처, 사방기준지, 매향시기, 주도집단, 매향과 비석을 세운 경위, 참여자, 시주자 들이 기록되어 있다. 특히 암태도 매향비의 특징은 매향의 주도층으로 ＇향도(香徒)＇가 명시된 점과 ＇매향처(埋香處)＇를 명확하게 기록한 점이다.
매향의식은 고대로부터 행해져 왔는데, 그 시기와 장소 참여인물 등을 기록한 매향비(암각명문)자료는 역사적 성격은 물론 불교문화사나 향촌 사회사 연구 등에 있어 귀중한 자료이다. 신안 암태도 매향비는 1405년에 세워진 것으로 1982년에 발견되어 매향비 자체로서의 역사적, 학술적 가치 외에도 매향비 조사연구에 있어 중요한 역할을 하였다. 이 비의 발견 이후 많은 조사 연구가 있었고, 뒤따라 여러 곳의 매향사례가 확인되었기 때문이다. 특히 도서 지방에서는 거의 유일한 사례라는 점에서 가치가 있다.

## 현지 안내문
매향은 향을 묻는 신앙의례이다. 말단 향촌사회를 단위로 해서 구현되며 특히 현실적 위기감에서 시작된 순수한 민간신앙이다. 1405년 건립된 매향비는 암태면 장고리에서 동쪽으로 2km 정도 떨어진 송곡리 비석거리에 위치한다.

## 같이 보기
- 암태도
- 매향비

## 참고 자료
- 신안암태도송곡리매향비 - 국가유산청 국가유산포털